# U.S. Acres
U.S. Acres (Orson's Farm, traducido al español como La granja de Orson) es una serie de tiras diarias creada por Jim Davis, el creador de la tira cómica de Garfield.

## Escenario
La trama se sitúa en una típica granja de los Estados Unidos, en la cual viven el cerdo Orson y sus amigos. A pesar de que el granjero es citado varias veces, él jamás aparece.

## Personajes
- Cerdo Orson, un cerdo lector, filósofo y pacifista.
- Pato Wade, un pato miedoso que siempre usa una boya en la cintura.
- Gallo Roy, un gallo egocéntrico, bromista y prejuicioso.
- Lanolin, una oveja malhumorada.
- Bo, un cordero hermano de Lanolin, pero al contrario de ésta, tiene buen humor.
- Booker, un polluelo que adora leer y perseguir gusanos.
- Sheldon, un huevo nacido por la mitad y hermano de Booker, y como a su hermano, le gusta leer, pero no tanto perseguir gusanos.
- Gort, Mort y Wart, hermanos malvados de Orson.

## Apariciones

### Series de TV
- Garfield y sus amigos (Serie de TV - 1988-1994)

### Historietas
- U.S. Acres: The Great Christmas Contest (1988)
- U.S. Acres: Let's Play Ball. Bantam Books (1989)
- U.S. Acres: Sir Orson to the Rescue (1989)
- U.S. Acres: Beware! Rooster at Work (1989)
- U.S. Acres: The Big Camp-Out (1989)
- A Most Special Easter Egg (1989)
- U.S. Acres: Booker Meets the Easter Bunny (1990)
- Wade's Haunted Halloween Year (1990)
- Happy Birthday, Sheldon (1990)

### Videojuegos
- Garfield's Defense: Attack of the Food Invaders (2012)